# Вениг, Марсел
Марсе́ль То́мас Ве́ниг (нем. Marcel Thomas Wenig; род. 4 мая 2004, Нюрнберг, Бавария) — немецкий и греческий футболист, полузащитник клуба «Ульм 1846».

## Клубная карьера
Вениг — воспитанник клубов «Нюрнберг» и «Бавария». 17 июля 2021 года в матче против «Аугсбург II» он дебютировал в составе дублёров последних. 27 июля в поединке против «Эльтерсдорф» Марсел забил первый гол за команду.
В феврале 2022 года Вениг подписал профессиональный контракт с франкфуртским «Айнтрахтом». 15 октября в матче против «Байер 04» он дебютировал в немецкой Бундеслиге, выйдя на замену вместо Даити Камада.
8 января 2024 года вернулся в «Нюрнберг» на правах аренды до конца сезона 2023/24.

## Карьера в сборной
Выступал за юношеские сборные Германии до 18 и до 19 лет. 
Кроме сборной Германии имеет право выступления за сборную Греции, так как имеет греческие корни со стороны матери. 8 ноября 2023 года был вызван в молодёжную сборную Греции (до 21 года).